# Tell England
Tell England è un film britannico del 1931 diretto da Anthony Asquith e Geoffrey Barkas.
Il film è basato sul libro Tell England: A Study in a Generation di Ernest Raymond (1922), ambientato durante la campagna di Gallipoli.